# Staðargangnafjall
Staðargangnafjall är ett berg i republiken Island. Det ligger i regionen Norðurland eystra, 230 km nordost om huvudstaden Reykjavík. Toppen på Staðargangnafjall är 1 370 meter över havet.
Trakten runt Staðargangnafjall är nära nog obefolkad, med mindre än två invånare per kvadratkilometer. Det finns inga samhällen i närheten. Trakten runt Staðargangnafjall är permanent täckt av is och snö.